# Fresnes-lès-Montauban
Pour les articles homonymes, voir Fresnes et Montauban (homonymie).
Fresnes-lès-Montauban est une commune française située dans le département du Pas-de-Calais en région Hauts-de-France. Ses habitants sont appelés les Fresnois.
La commune fait partie de la communauté de communes Osartis Marquion qui regroupe 49 communes et compte 42 651 habitants en 2021.

## Géographie

### Localisation
Fresnes-lès-Montauban est une commune localisée dans le sud-est du département du Pas-de-Calais, traversée par l'autoroute A 1, reliant Paris et Lille, et par la LGV Nord. Elle se situe à égale distance (11 km) des communes de Douai et d'Arras (aire d'attraction, chef-lieu d'arrondissement et préfecture du Pas-de-Calais).
Le territoire de la commune est limitrophe de ceux de six communes.
Les communes limitrophes sont  Biache-Saint-Vaast, Gavrelle, Izel-lès-Équerchin, Neuvireuil, Oppy et Vitry-en-Artois.

### Géologie et relief
La superficie de la commune est de 4,95 km2 ; son altitude varie de 41  à   63 m.

### Hydrographie
Le territoire de la commune est situé dans le bassin Artois-Picardie.
La commune est traversée par le Siphon, canal, chenal non navigable de 7,13 km, qui prend sa source dans la commune et se jette dans le Trinquis au niveau de la commune d'Hamblain-les-Prés et par le Montville, petit cours d'eau de 0,22 km, qui prend sa source dans la commune et se jette dans le Siphon au niveau de la commune de Vitry-en-Artois.

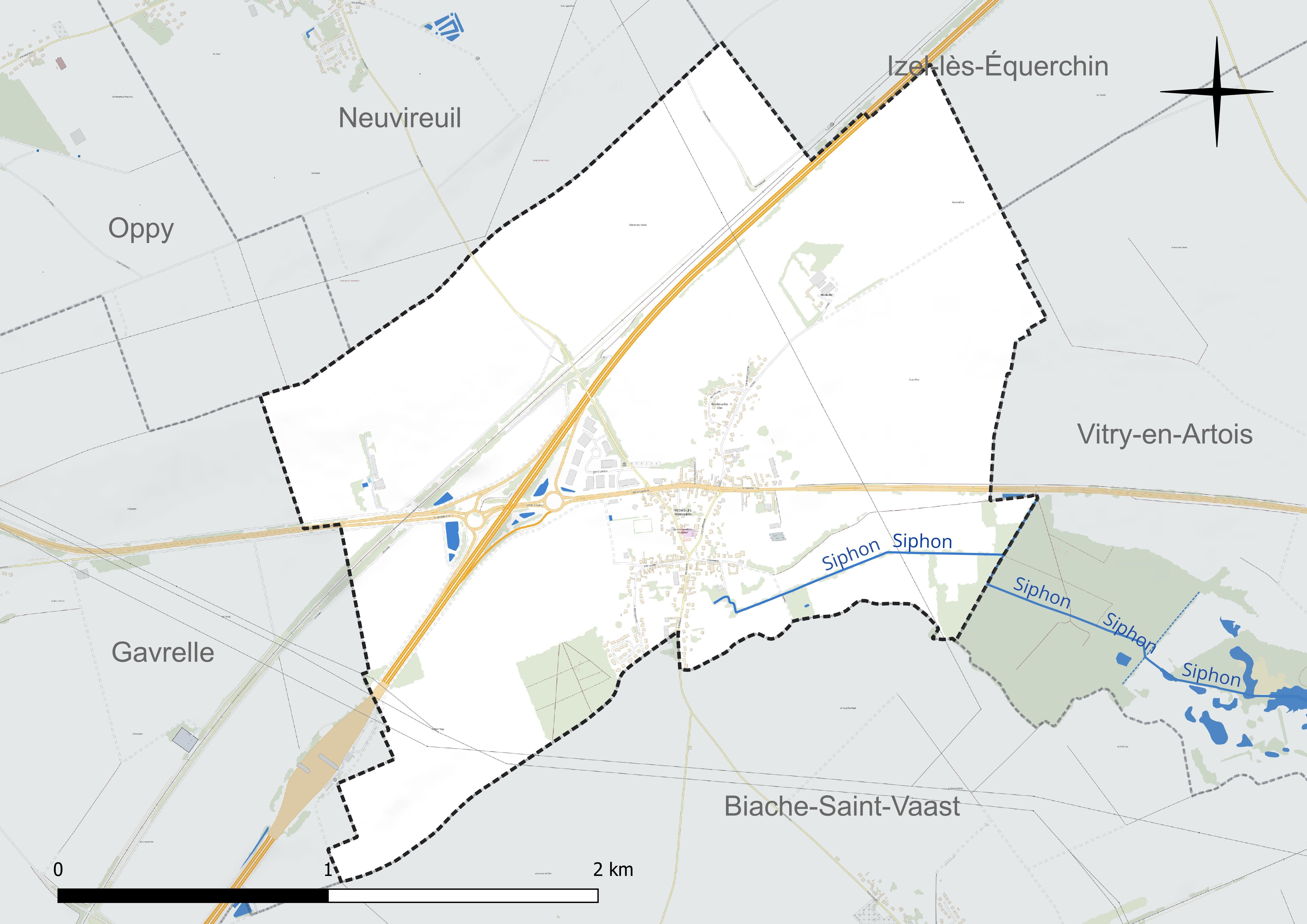
Réseau hydrographique de Fresnes-lès-Montauban.

### Climat
Pour des articles plus généraux, voir Climat des Hauts-de-France et Climat du Pas-de-Calais.
En 2010, le climat de la commune est de type climat océanique dégradé des plaines du Centre et du Nord, selon une étude du CNRS s'appuyant sur une série de données couvrant la période 1971-2000. En 2020, Météo-France publie une typologie des climats de la France métropolitaine dans laquelle la commune est exposée à un climat océanique et est dans la région climatique Nord-est du bassin Parisien, caractérisée par un ensoleillement médiocre, une pluviométrie moyenne régulièrement répartie au cours de l’année et un hiver froid (3 °C).
Pour la période 1971-2000, la température annuelle moyenne est de 10,3 °C, avec une amplitude thermique annuelle de 14,8 °C. Le cumul annuel moyen de précipitations est de 720 mm, avec 12,2 jours de précipitations en janvier et 8,9 jours en juillet. Pour la période 1991-2020, la température moyenne annuelle observée sur la station météorologique la plus proche, située sur la commune de Wancourt à 10 km à vol d'oiseau, est de 10,8 °C et le cumul annuel moyen de précipitations est de 711,4 mm,. Pour l'avenir, les paramètres climatiques de la commune estimés pour 2050 selon différents scénarios d'émission de gaz à effet de serre sont consultables sur un site dédié publié par Météo-France en novembre 2022.

### Milieux naturels et biodiversité

#### Zones naturelles d'intérêt écologique, faunistique et floristique
L’inventaire des zones naturelles d'intérêt écologique, faunistique et floristique (ZNIEFF) a pour objectif de réaliser une couverture des zones les plus intéressantes sur le plan écologique, essentiellement dans la perspective d’améliorer la connaissance du patrimoine naturel national et de fournir aux différents décideurs un outil d’aide à la prise en compte de l’environnement dans l’aménagement du territoire.
Le territoire communal comprend une ZNIEFF de type 1 : le marais de Vitry-en-Artois, d’une superficie de 214 ha et d'une altitude variant de 42  à   53 mètres. Ce site est une zone alluviale de la Scarpe qui sert pour la nidification, le stationnement et l’hivernage des oiseaux aquatiques.
et une ZNIEFF de type 2 : la vallée de la Scarpe entre Arras et Vitry-en-Artois, d’une superficie de 1 632 ha et d'une altitude variant de 43  à   62 mètres. Sur ce site alluvial inondable plus ou moins tourbeux on y trouve des sites remarquables : le marais de Vitry en Artois, le marais du pont à Rœux et le secteur des anciennes tourbières de Plouvain et Biache-Saint-Vaast.

Carte des ZNIEFF de type 1 et 2 sur la commune
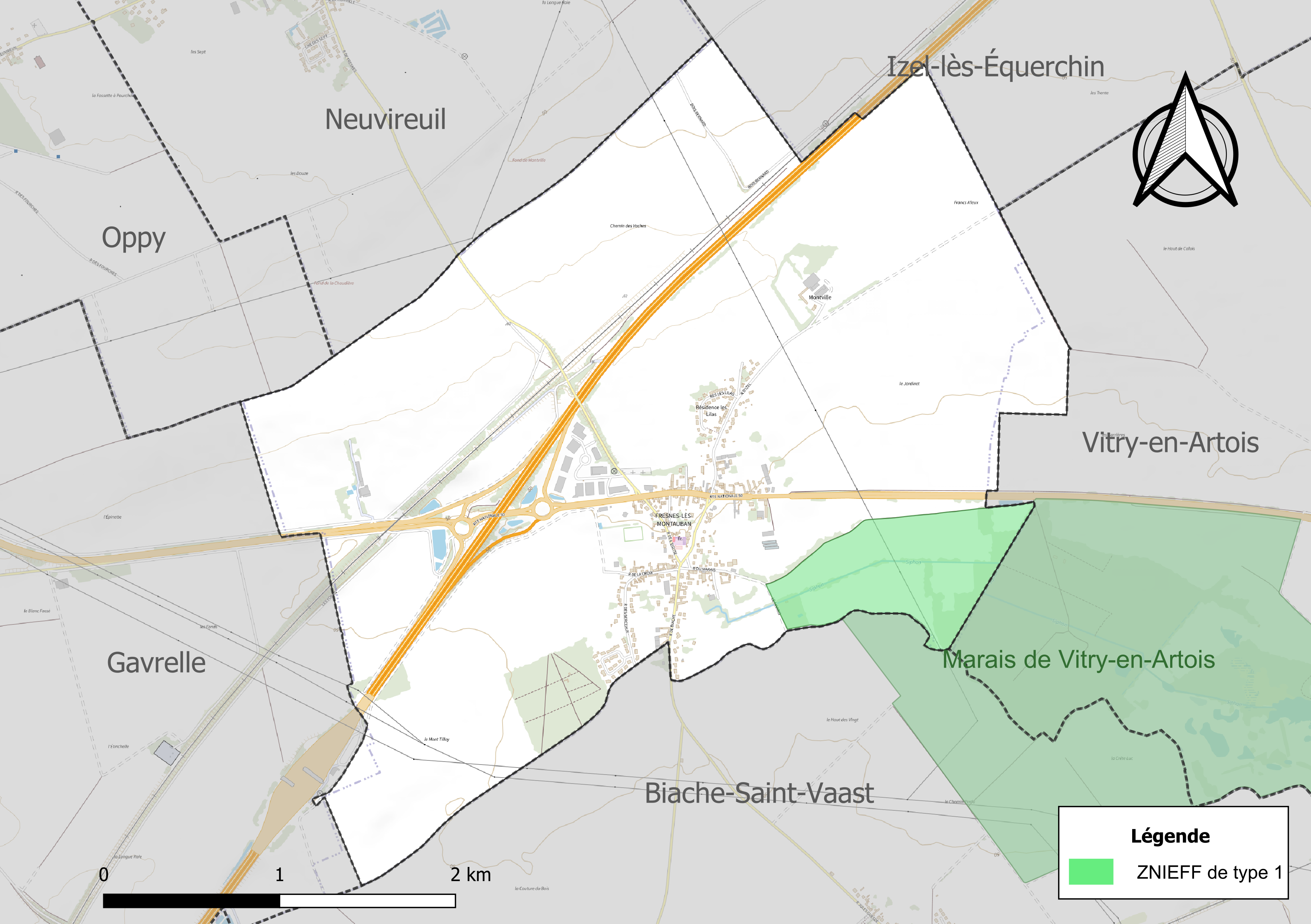
Carte de la ZNIEFF de type 1 sur la commune.
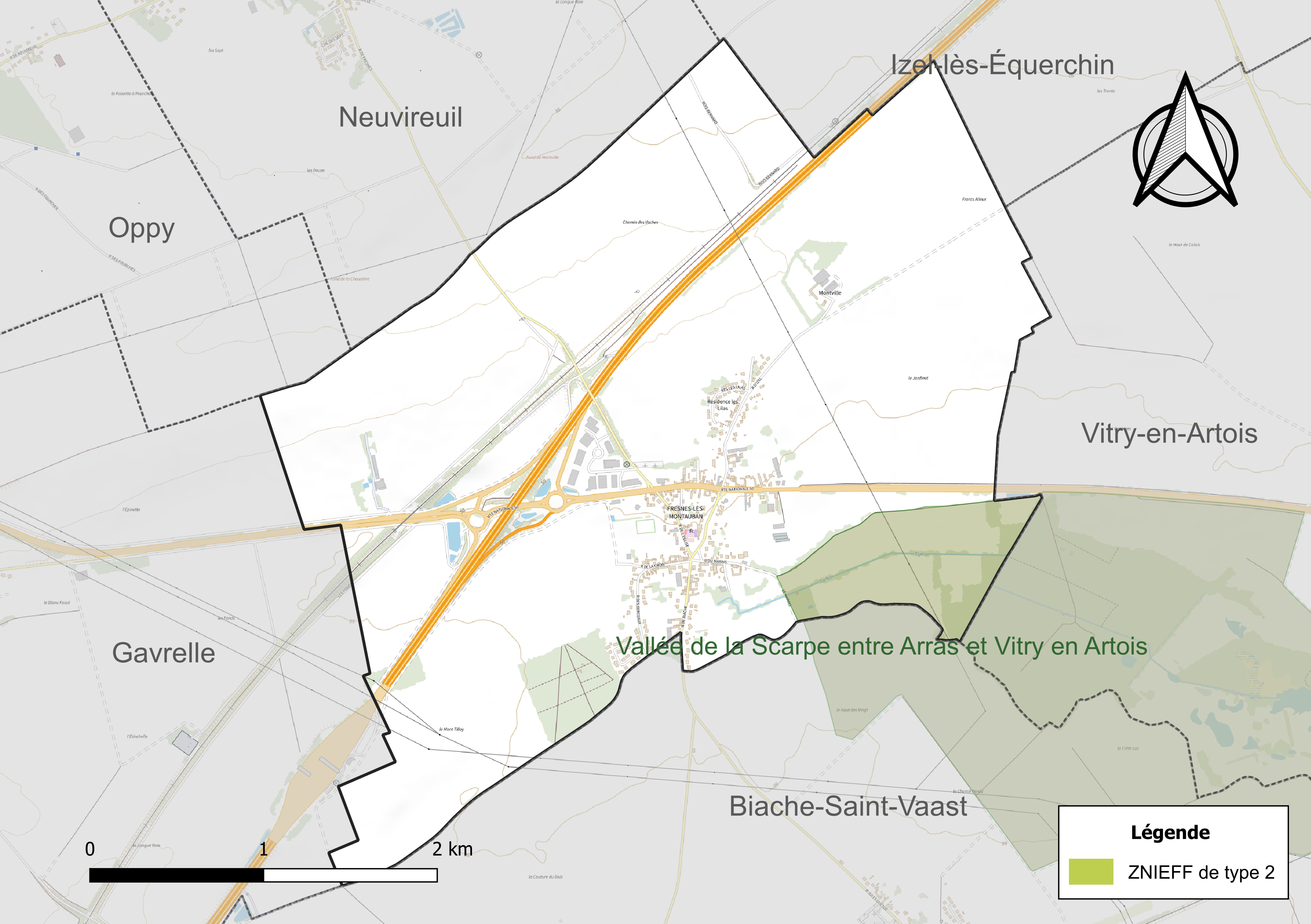
Carte de la ZNIEFF de type 2 sur la commune.

## Urbanisme

### Typologie
Au 1er janvier 2024, Fresnes-lès-Montauban est catégorisée commune rurale à habitat dispersé, selon la nouvelle grille communale de densité à sept niveaux définie par l'Insee en 2022.
Elle est située hors unité urbaine. Par ailleurs la commune fait partie de l'aire d'attraction d'Arras, dont elle est une commune de la couronne,. Cette aire, qui regroupe 163 communes, est catégorisée dans les aires de 50 000 à moins de 200 000 habitants,.

### Occupation des sols
L'occupation des sols de la commune, telle qu'elle ressort de la base de données européenne d’occupation biophysique des sols Corine Land Cover (CLC), est marquée par l'importance des territoires agricoles (85,8 % en 2018), en diminution par rapport à 1990 (92,5 %). La répartition détaillée en 2018 est la suivante : 
terres arables (85,8 %), zones urbanisées (9,2 %), zones industrielles ou commerciales et réseaux de communication (4,2 %), forêts (0,8 %). L'évolution de l’occupation des sols de la commune et de ses infrastructures peut être observée sur les différentes représentations cartographiques du territoire : la carte de Cassini (XVIIIe siècle), la carte d'état-major (1820-1866) et les cartes ou photos aériennes de l'IGN pour la période actuelle (1950 à aujourd'hui).

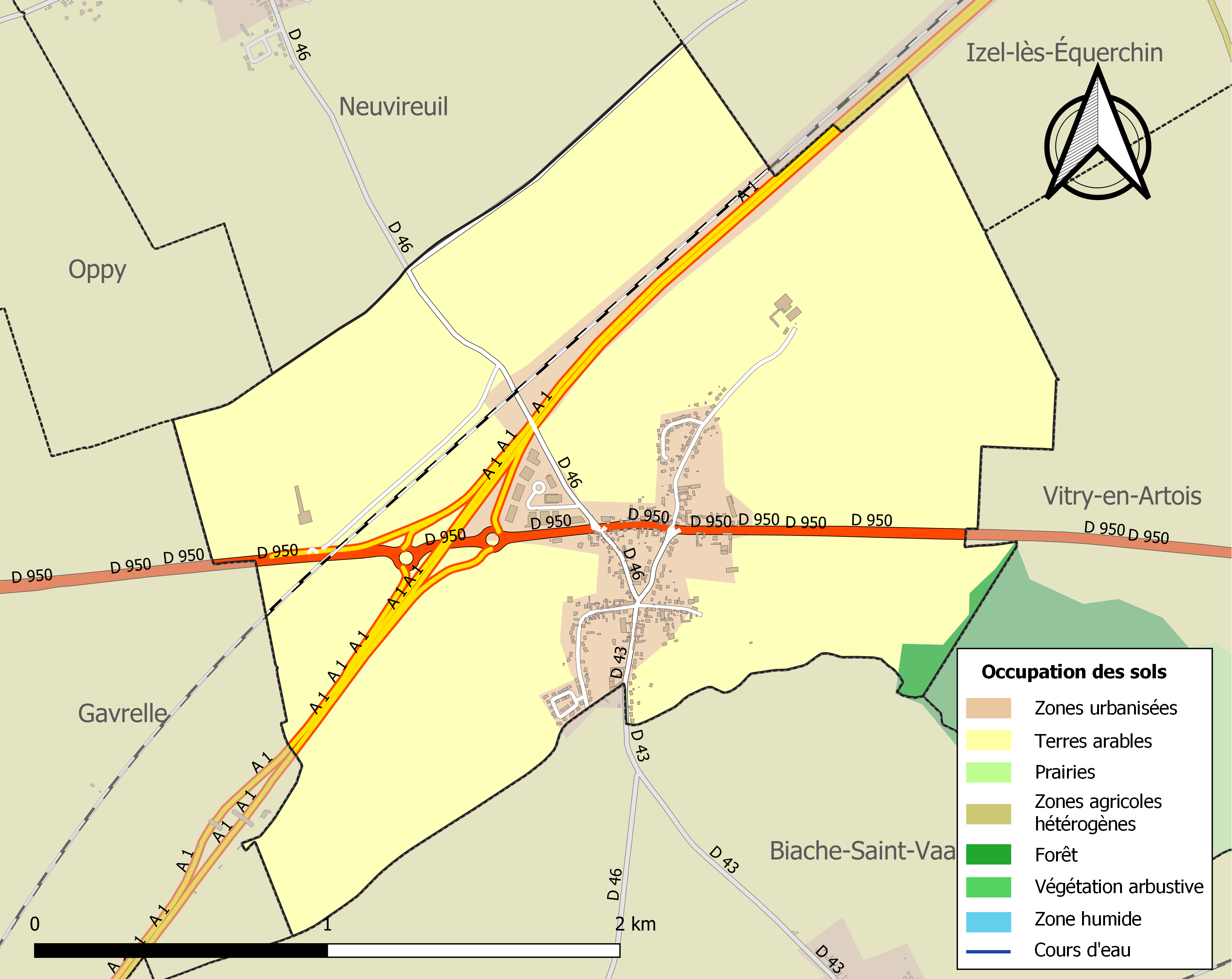
Carte des infrastructures et de l'occupation des sols de la commune en 2018 (CLC).

### Voies de communication et transports

#### Voies de communication
La commune est desservie par la route départementale D 950 reliant Arras et Douai et dispose, sur son territoire, de la sortie no 16 de l'autoroute A1 reliant Paris et Lille.

#### Transport ferroviaire
La commune se trouve à 14 km à l'est de la gare d'Arras, située sur la ligne de Paris-Nord à Lille et desservie par des TGV inOui et des trains régionaux du réseau TER Hauts-de-France.

## Toponymie
Le nom de la localité est attesté sous les formes Fraisne vers 1170, Frasne en 1123, Frasnum en 1184 ; Fraxinus au XIIe siècle; Franes en 1265 ; Fresne en 1290 ; Frennes en 1403 ; Fresnes lès Monthoben en1429) ; Fresnoy lez Montauban en 1469.
Il s'agit d'une formation toponymique médiévale, Fresnes représentant la fixation de l'oïl (ancien français) fraisne « frêne », devenu fresne par la suite et enfin frêne en français moderne.
La préposition « lès » permet de signifier la proximité d'un lieu géographique par rapport à un autre lieu. En règle générale, il s'agit d'une localité qui tient à se situer par rapport à un lieu voisin. Par exemple, la commune de Fresnes indique qu'elle se situe près de Montauban, un ancien hameau.

## Histoire

### Seigneurs de Mauville (quartier de Fresnes)
- Nicolas de Baudain, chevalier, seigneur de Villers et de Mauville, a été armé chevalier par le roi d'Espagne Philippe II en personne, en récompense des services rendus à l'empereur Charles Quint pendant les guerres.
- Jacques de Baudain, fils de Nicolas, chevalier, seigneur de Mauville a, au péril de sa vie, réprimé et détourné les attentats ds séditieux contre la ville de Douai.
- Renon de Baudain, chevalier, seigneur de Mauville, a servi sous le marquis de Roubaix et Renty, avec six chevaux à ses frais, aux siège de Bouchain, Oudenarde, Tulemont, siège d'Anvers, est allé au secours de Paris et des princes de la Ligue à la suite du duc de Parme. Ce dernier l'a récompensé en lui confiant le commandement d'une compagnie de son régiment pour aller au secours de Rouen. Il s'est retrouvé au second siège de Cambrai avec le comte de Fuentes. Son comportement lui a valu d'être armé chevalier par l'archiduc Albert en personne à Cambrai le 18 février 1600[23].
- Charles de Baudain, écuyer, petit-fils de Jacques, seigneur de Mauville et Wagnonville, a été fait chevalier par lettres données à Madrid le 27 mars 1632[24].

Fresnes-lès-Montauban ne forme une seule commune que depuis peu. Aussi loin qu'on peut remonter dans le passé, on retrouve la trace de trois villages bien distincts : Fresnes, Montauban et Meauville.
En 1098, Dom Alold, abbé de Saint-Vaast, est chargé de l'église de Fresnes.
En 1214, le village fut ravagé et brûlé lors du règne de Philippe-Auguste. En 1303, Fresnes est de nouveau ravagée par les troupes flamandes.En 1601, les gens de loi de Fresnes font une requête contre ceux de Biache qui voulaient faire comparaître les habitants de  Fresnes devant leur tribunal.
En 1604, on parle d'une « place en rietz » à côté du cimetière (la place actuelle), d'une « rue de l'abreuvoir » où l'on « tire le chron », et du « chemin où passent les croix » (actuelle rue de la Croix). Pendant la Révolution, Fresnes était chef-lieu de canton.
En 1792, on pouvait voir, dans l'église, une pierre tombale rappelant la sépulture de Nicolas le Cat et Marie Sylvain, sa femme, qui avaient fait de grandes donations à la paroisse. En 1820, Fresnes comptait 355 habitants.
Montauban, est appelé d'abord Mons Albanus (le « Mont » Blanc). Ce village est situé sur la petite hauteur blanche le long de la route Arras-Douai (appelée anciennement « le grand chemin »). Il y avait à Montauban une maladrerie, sorte de petit hôpital pour les lépreux, fondée au XIIIe siècle.
Meauvill, a pour origine Mala Villa, « la mauvaise maison ». On a retrouvé près de Meauville des haches celtiques en silex, une monnaie gauloise et les restes gallo-romains de tombes et de débris du IIIe siècle. Le village ne comptait simplement qu'une ferme qui devint plus tard un château entouré de deux ou trois chaumières. Au XIe siècle, Meauville était un village sur lequel Saint-Vaast prélevait la dîme, et son seigneur, Thierry de Mauville, fut un des preux chevaliers qui s'enrôlèrent sous la bannière du comte de Flandre pour aller porter aide et assistance à l'évêque de Cambrai, retenu prisonnier dans le château d'Oisy. En 1303, Meauville est brûlée par les Flamands. À peine une dizaine de maisons se reconstruisirent autour du château.
Avant la Révolution française, Mauville est le siège d'une seigneurie. Aux XVIe et XVIIe siècles, elle est détenue par des membres de la famille de Baudain.

### Première Guerre mondiale
La commune est décorée de la croix de guerre 1914-1918 par décret du 23 septembre 1920, distinction également attribuée à 276 autres communes du Pas-de-Calais.

## Politique et administration

### Découpage territorial
La commune se trouve dans l'arrondissement d'Arras du département du Pas-de-Calais, depuis 1801.

#### Commune et intercommunalités
La commune est membre de la communauté de communes Osartis Marquion.

#### Circonscriptions administratives
La commune est rattachée au canton de Brebières. Avant le redécoupage cantonal de 2014, elle était, depuis 1793, rattachée au canton de Vitry-en-Artois.

#### Circonscriptions électorales
Pour l'élection des députés, la commune fait partie de la Première circonscription du Pas-de-Calais.

### Élections municipales et communautaires

#### Liste des maires
| Période                                  | Période                    | Identité      | Étiquette | Qualité                         |
| ---------------------------------------- | -------------------------- | ------------- | --------- | ------------------------------- |
| Les données manquantes sont à compléter. |                            |               |           |                                 |
| avant 1981                               | ?                          | Paul Miermont | PCF       |                                 |
| 2000                                     | 2020                       | André Lacroix |           | Réélu pour le mandat 2014-2020, |
| 28 mai 2020                              | En cours (au 7 mars 2022,) | Annie Lemoine |           | Ancienne cadre                  |

## Équipements et services publics

### Enseignement
La commune est située dans l'académie de Lille et dépend, pour les vacances scolaires, de la zone B.
Elle administre l'école primaire en regroupement pédagogique intercommunal (RPI 145).

### Justice, sécurité, secours et défense
La commune dépend du tribunal judiciaire d'Arras, du conseil de prud'hommes d'Arras, de la cour d'appel de Douai, du tribunal de commerce d'Arras, du tribunal administratif de Lille, de la cour administrative d'appel de Douai, du pôle nationalité du tribunal judiciaire d’Arras et du tribunal pour enfants d'Arras.

## Population et société

### Démographie
Les habitants de la commune sont appelés les Fresnois.

#### Évolution démographique
L'évolution du nombre d'habitants est connue à travers les recensements de la population effectués dans la commune depuis 1793. Pour les communes de moins de 10 000 habitants, une enquête de recensement portant sur toute la population est réalisée tous les cinq ans, les populations de référence des années intermédiaires étant quant à elles estimées par interpolation ou extrapolation. Pour la commune, le premier recensement exhaustif entrant dans le cadre du nouveau dispositif a été réalisé en 2004.

En 2022, la commune comptait 604 habitants, en évolution de +6,34 % par rapport à 2016 (Pas-de-Calais : −0,72 %, France hors Mayotte : +2,11 %).
| 1793 | 1800 | 1806 | 1821 | 1831 | 1836 | 1841 | 1846 | 1851 |
| ---- | ---- | ---- | ---- | ---- | ---- | ---- | ---- | ---- |
| 258  | 320  | 340  | 335  | 381  | 362  | 378  | 378  | 379  |

| 1856 | 1861 | 1866 | 1872 | 1876 | 1881 | 1886 | 1891 | 1896 |
| ---- | ---- | ---- | ---- | ---- | ---- | ---- | ---- | ---- |
| 385  | 380  | 389  | 365  | 398  | 455  | 453  | 408  | 400  |

| 1901 | 1906 | 1911 | 1921 | 1926 | 1931 | 1936 | 1946 | 1954 |
| ---- | ---- | ---- | ---- | ---- | ---- | ---- | ---- | ---- |
| 390  | 370  | 368  | 208  | 289  | 326  | 336  | 314  | 375  |

| 1962 | 1968 | 1975 | 1982 | 1990 | 1999 | 2004 | 2006 | 2009 |
| ---- | ---- | ---- | ---- | ---- | ---- | ---- | ---- | ---- |
| 370  | 380  | 386  | 454  | 538  | 499  | 481  | 469  | 487  |

| 2014 | 2019 | 2022 | - | - | - | - | - | - |
| ---- | ---- | ---- | - | - | - | - | - | - |
| 570  | 581  | 604  | - | - | - | - | - | - |

#### Pyramide des âges
La population de la commune est relativement jeune.
En 2018, le taux de personnes d'un âge inférieur à 30 ans s'élève à 39,1 %, soit au-dessus de la moyenne départementale (36,7 %). À l'inverse, le taux de personnes d'âge supérieur à 60 ans est de 22,4 % la même année, alors qu'il est de 24,9 % au niveau départemental.
En 2018, la commune comptait 281 hommes pour 296 femmes, soit un taux de 51,30 % de femmes, légèrement inférieur au taux départemental (51,50 %).
Les pyramides des âges de la commune et du département s'établissent comme suit.
| Hommes | Classe d’âge | Femmes |
| ------ | ------------ | ------ |
| 0,4    | 90 ou +      | 0,7    |
| 3,5    | 75-89 ans    | 5,0    |
| 15,9   | 60-74 ans    | 19,1   |
| 17,3   | 45-59 ans    | 16,4   |
| 23,7   | 30-44 ans    | 19,8   |
| 15,2   | 15-29 ans    | 15,8   |
| 24,0   | 0-14 ans     | 23,2   |

| Hommes | Classe d’âge | Femmes |
| ------ | ------------ | ------ |
| 0,5    | 90 ou +      | 1,6    |
| 5,6    | 75-89 ans    | 8,9    |
| 16,7   | 60-74 ans    | 18,1   |
| 20,2   | 45-59 ans    | 19,2   |
| 18,9   | 30-44 ans    | 18,1   |
| 18,2   | 15-29 ans    | 16,2   |
| 19,9   | 0-14 ans     | 17,9   |

## Culture locale et patrimoine

### Lieux et monuments
- L'église Notre-Dame. La première église est détruite lors de la Première Guerre mondiale. Après la guerre, elle est édifiée par Charles Demory et sa sœur Félicité Demory. Elle comporte trois flèches de ciment, peintes en blanc depuis la restauration extérieure de l'église en 2002, le clocher central représente Fresnes et les deux clochetons symbolisent les deux hameaux Montauban et Meauville[40].
- Le monument aux morts[41].

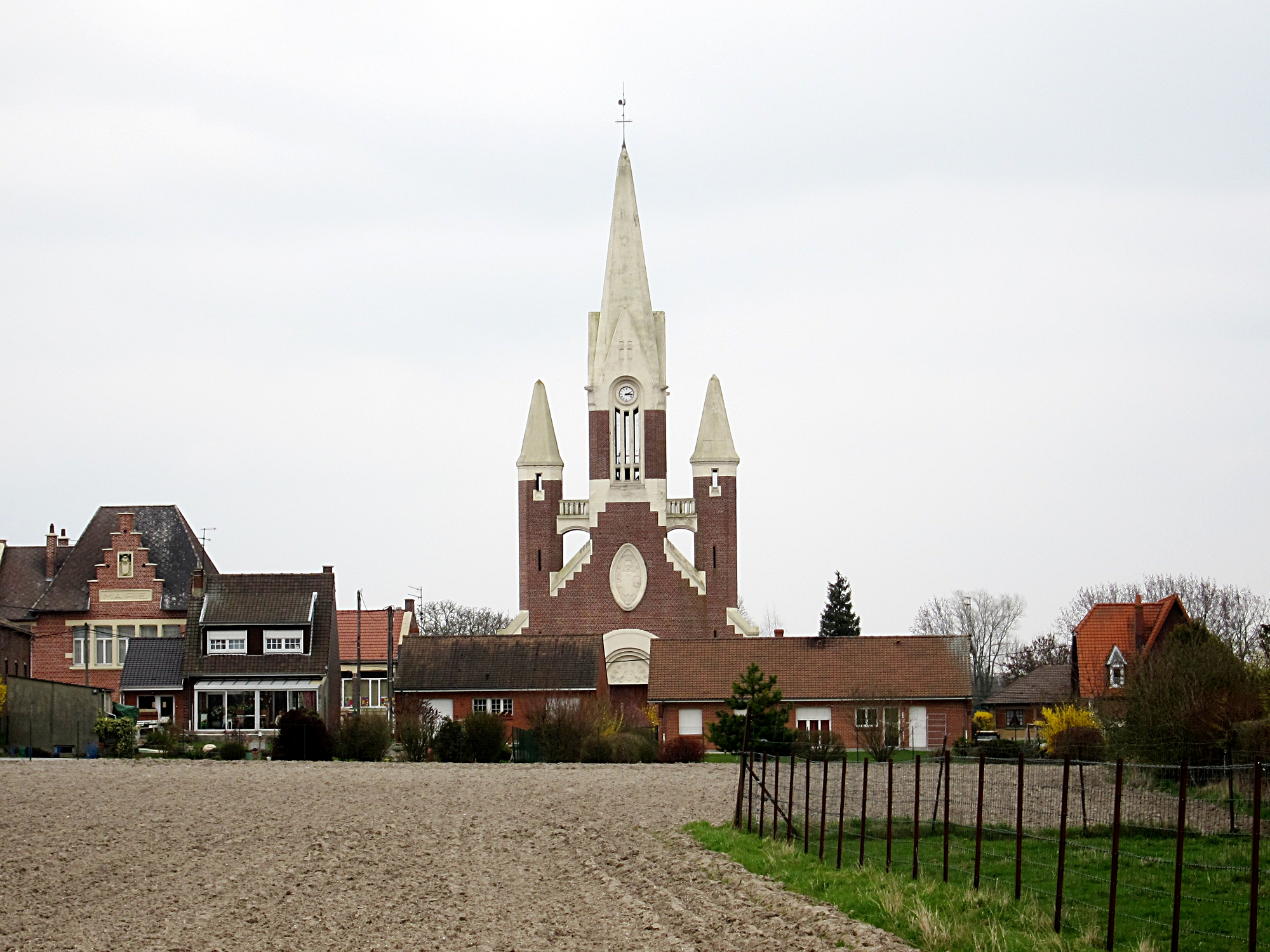
L'église.
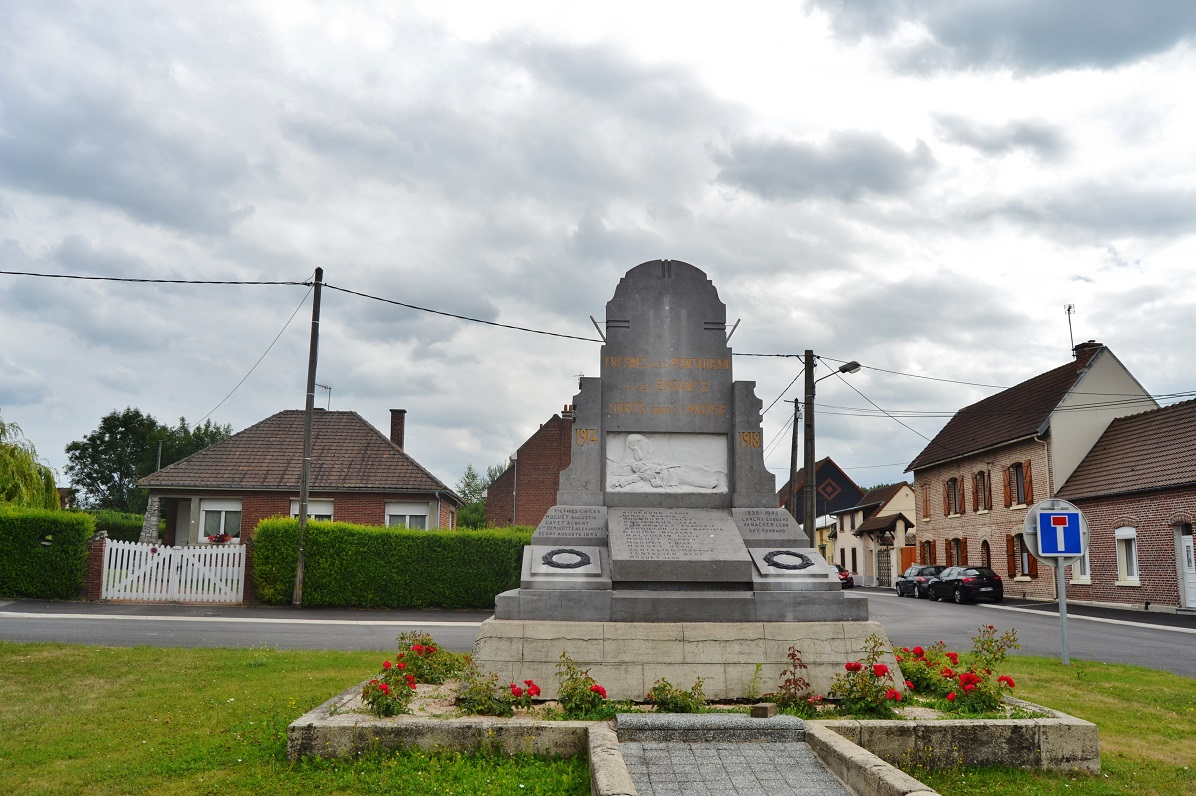
Le monument aux morts.

### Héraldique
| Blason de Fresnes-lès-Montauban | Blason  | De gueules à l'hamaïde d'argent, au franc-canton senestre d'or chargé d'une croisette ancrée de gueules. Ornements extérieursCroix de guerre 1914-1918 |
| Blason de Fresnes-lès-Montauban | Détails | Le statut officiel du blason reste à déterminer. |

## Pour approfondir